# Amphicnaeia flavolineata
Amphicnaeia flavolineata là một loài bọ cánh cứng trong họ Cerambycidae.